# George Baldessin
George Baldessin (San Biagio di Callalta, 19 mei 1939 – Heidelberg (Victoria), 9 augustus 1978) was een Australische tekenaar, graficus en beeldhouwer.

## Leven en werk
George Victor Joseph (George) Baldessin werd in 1939 geboren in het Noord-Italiaanse San Biagio, als zoon van de uit Venetië afkomstige Luigi Baldessin en de Italiaans-Australische Carmella Cervi. Carmella Baldessin verliet Italië nog hetzelfde jaar en keerde terug naar Australië. Vader en zoon Baldessin volgden haar pas na de Tweede Wereldoorlog. Het gezin werd herenigd op 17 februari 1949. In 1954 verkreeg Baldessin de Australische nationaliteit. 
Van 1958 tot 1961 studeerde hij schilderkunst aan de faculteit beeldende kunsten van het Royal Melbourne Institute of Technology (RMIT), maar hij wendde zich tot de grafische kunst en beeldhouwen. In 1962 volgde hij een opleiding druktechniek aan de Chelsea School of Art in Londen en in 1963 beeldhouwkunst bij de Italiaanse beeldhouwer Marino Marini aan de Accademia di belle Arti di Brera in Milaan. Na zijn terugkeer in Melbourne werd hij in 1964 parttime docent aan de RMIT en in 1965 voltijds docent druktechniek. Zijn eerste expositie met grafische werken vond plaats in de Argus Gallery in Melbourne. Met een beurs bezocht hij in 1966 Japan.
Hij opende in 1968 een atelier in St. Andrews, The Baldessin Press, waar hij jongere kunstenaars liet werken. In 1970 vond hij de druktechniek op aluminium folie uit en in 1971 won hij de Comalco invitation award voor beeldhouwkunst. Na een overzichtstentoonstelling van zijn grafisch oeuvre in het Mornington Peninsula Arts Centre, verkreeg de National Gallery of Australia in Canberra 279 grafische werken, waaronder zijn etsen. In de periode 1966 tot 1975 werd zijn werk getoond in vele landen in Noord-Amerika, Europa en Azië en in 1975 vertegenwoordigde hij Australië tijdens de XIII Biënnale van São Paulo met zijn serie etsen Occasional Images from a City Chamber en zijn sculptuur Occasional Screens with Seating Arrangement.
Met zijn tweede echtgenote, Shirley Anne (Tess) Edwards woonde en werkte hij van 1975 tot 1977 in Parijs. Baldessin raakte bekend met middeleeuwse afbeeldingen van Maria Magdalena. Na terugkeer in Melbourne maakte hij met vier andere kunstenaars het werk Tympan in de Realities Gallery. Ook creëerde hij de sculptuur Mary Magdalene, waarvan diverse afgietsels in brons zijn gemaakt. Baldessin kwam in 1978 om het leven na een auto-ongeluk. De National Gallery of Victoria hield in 1983 een herdenkingsexpositie. Het atelier van Baldessin werd door diens weduwe in 1981 in ere hersteld en weer in gebruik genomen.
De George Baldessin Memorial Foundation kent jaarlijks een reisbeurs toe aan een derdejaars student beeldhouwkunst van de Monash University of van het Victoria College of Art (Royal Melbourne Institute of Technology RMIT), de Baldessin Foundation Travelling Fellowship. De Australian National University noemde een van haar gebouwen naar de kunstenaar, het Baldessin Precinct Building, waarin vele instituten zijn gehuisvest, zoals de Australia-Netherlands Research Collaboration (ANRC).

## Beeldhouwwerken (selectie)
- Pears version no. 2 (1973/76), National Gallery of Australia
- Mary Magdalene (1978), Art Gallery of New South Wales en Heide Museum of Modern Art
- Untitled - wandsculptuur (1966/67), McClelland Gallery and Sculpture Park
- Figure in enclosing (1964), National Gallery of Victoria